# Baba Marta
Baba Marta (in bulgaro: Баба Марта, Nonna Marzolina) è una figura mitica che porta con sé la fine dell'inverno e l'inizio della primavera. Il 1º marzo viene celebrata in Bulgaria una festa a lei dedicata, tramite lo scambio e l'uso di martenize.

## Storia
Baba Marta è raffigurata come una vecchia signora che ha stati d'animo molto contrastanti. In Bulgaria, infatti, il clima a marzo è molto variabile: giorni caldi e soleggiati significano che Baba Marta è felice, mentre giorni freddi, come quelli invernali, vogliono dire che Baba Marta è arrabbiata. La maggior parte delle usanze collegate a Baba Marta hanno quindi lo scopo di renderla felice e portare così più velocemente la primavera.
Essendo una ricorrenza secolare, Baba Marta è festeggiata in tutta la Bulgaria, regalando cordicelle rosse e bianche intrecciate che, secondo la tradizione, portano salute e felicità durante l'anno.
Come spesso accade nel folklore, ci sono diverse versioni della leggenda di Baba Marta. Una di queste sostiene che il 1º marzo Baba Marta scuota per l'ultima volta il materasso fino all'inverno successivo, facendo cadere le piume sulla Terra sotto forma di neve.

## Leggende simili
Presso i rumeni esiste la figura di Baba Dochia, il cui nome sembra derivare dal calendario bizantino, in cui il 1º marzo si celebra la santa martire Evdokia. In generale, la leggenda di Baba Marta è diffusa in varie forme in buona parte dei paesi balcanici.